# The in Sound From Way Out
The In Sound From Way Out es el primer álbum del dueto musical Perrey and Kingsley, el sexto álbum de Jean-Jacques Perrey y el primer álbum de Gershon Kingsley. Fue grabado en 1965 y publicado en 1966 por la discográfica Vanguard Records.
En 1966 durante su presentación en el programa I've Got a Secret tocaron el séptimo sencillo "Spooks in Space" de este álbum. 

## Lista de canciones
| Número | Título                     | Artistas                                       | Duración |
| ------ | -------------------------- | ---------------------------------------------- | -------- |
| 1      | Unidentified Flying Object |                                                | 1:57     |
| 2      | The Little Man from Mars   |                                                | 2:25     |
| 3      | Cosmic Ballad              |                                                | 3:24     |
| 4      | Swan's Splashdown          |                                                | 2:16     |
| 5      | Countdown at 6             |                                                | 2:48     |
| 6      | Barnyard in Orbit          | Jean-Jacques Perrey, Harry Breuer y Sam Fiedel | 2:22     |
| 7      | Spooks in Space            |                                                | 2:02     |
| 8      | Girl from Venus            |                                                | 2:21     |
| 9      | Electronic Can-Can         |                                                | 1:59     |
| 10     | Jungle Blues from Jupiter  |                                                | 2:55     |
| 11     | Computer in Love           |                                                | 2:08     |
| 12     | Visa to the Stars          | Jean-Jacques Perrey y Andy Badale              | 2:15     |

## Inspiración
De las 12 canciones del álbum, tres de ellas son versiones de temas ya existentes y dos están basadas en melodías de música clásica. El primer tema basado en una melodía de música clásica es «Swan's Splashdown», basado en El lago de los cisnes del compositor ruso Piotr Illich Tchaikovsky, y el segundo tema es «Spooks in Space», que está basado en Danza macabra de Camille Saint-Saens. La canción «Countdown at 6»  está basada en el tema «Hello Muddah, Hello Fadduh» de 1963 hecho por Allan Sherman.

## Uso de sus canciones
El grupo Smash Mouth usó la apertura de "Swan's Splashdown" para su éxito de 1997 "Walkin' on the Sun". En marzo de 2020, la empresa Turbotax utilizó "Barnyard in Orbit" para un comercial titulado "Help". Una parte de la canción fue utilizada también en el capítulo «Los Insectos del Chavo» de 1973 en el programa El Chavo del 8. Los últimos segundos del tema «Countdown at 6» fueron usados para un segmento animado de Plaza Sesamo. El tema final del álbum «Swan's Splashdown» fue usado para un entremés de El Chapulin Colorado, titulado «El conde terranova», y también en el capítulo «La Orquesta» de 1973. La canción «Spooks in Space» fue usada en la intro del programa de televisión Uncle Bobby. Las canciones «Unidentified Flying Object» y «Electronic Can-Can» fueron usados como temas principales en el programa infantil Wonderama.
La canción «Barnyard in Orbit» fue usada en la intro del programa Charley and Humphrey. En tanto, la canción «Computer in Love» fue usada en el capítulo 22 de la temporada 27 de Los Simpson, en el gag del sofá.

## Beastie Boys
Tres décadas tras el lanzamiento de The in Sound From Way Out, el grupo Beastie Boys lanzó un álbum del mismo nombre, el que además tenía una portada similar.